# Vice Versa (álbum)
Vice Versa es el segundo álbum de estudio del cantante puertorriqueño Rauw Alejandro. Fue publicado el 25 de junio de 2021 a través del sello discográfico Sony Music Latin y Duars Entertaiment.
Tras la publicación de su álbum de estudio debut Afrodisíaco (2020), el cantante publicó su segundo proyecto que recibió el nombre de Vice Versa, un término en latín usado en varios idiomas para referirse a cuando una situación se da recíprocamente.
El disco cuenta con la colaboración de cantantes como Chencho Corleone, Tainy, Mr. Naisgai, Anitta, Lyanno y Calleb Callaway.
Del proyecto se generaron siete sencillos a fin de promocionar el disco, de los cuales destacan «2/Catorce», «Cúrame», «Todo de ti» y «Desesperados», todos estos recibiendo un gran éxito en las listas por el mundo alcanzando posiciones notables. En España, los dos últimos consiguieron el puesto número uno de la lista Top 100 Canciones de Promusicae, reflejando el éxito que estos recibieron. Mientras que «Cúrame» consiguió llegar al top 3 de dicha lista.
Mundialmente «Todo de ti» se convirtió en un éxito internacional consiguiendo ser su mejor canción de rendimiento en la lista Billboard Hot 100 de Estados Unidos tras alcanzar la posición 24 y enlistar en países como Italia, Suiza, Lituania, Suecia, Grecia y Francia entre otros, expandiendo las fronteras del cantante de Latinoamérica y España a más partes del mundo no hispanohablantes, la canción fue nominada a Grabación del año y a Canción del año en los Premios Grammy Latinos de 2021.
El disco ha sido certificado como platino en México, España y Estados Unidos. 
Aparte del éxito que recibió sus sencillos el disco también se convirtió en el trabajo de Alejandro más exitoso, consiguiendo encabezar la lista de éxitos española durante siete semanas no consecutivas, llegar al número uno en Argentina, Colombia, Chile, Panamá, Perú y México en streaming y debutar en el puesto 17 del Billboard 200, siendo su debut más alto en dicho país hasta la fecha y convertirse en el primer álbum del cantante en enlistar en la listas de éxitos de Italia. Se han certificado un total de más de 230.000 copias en certificaciones de Vice Versa. (ver)

## Sencillos
El primer sencillo del álbum fue «2/Catorce», una colaboración con el Sr. Naisgai lanzado el 14 de febrero de 2021. El segundo sencillo fue «Todo de ti», lanzado el 22 de mayo de 2021. Este último se convirtió en un éxito comercial, alcanzando el número dos en la lista Hot Latin Songs.

## Recepción

### Comercial

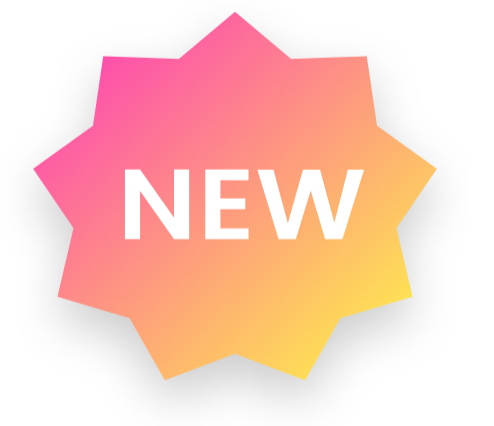
Vice Versa consiguió debutar en el puesto número 17 en la semana del 10 de junio de 2021 de Billboard 200.

Vice Versa fue publicado el 25 de junio de 2021 bajo los sellos Duars Entertaiment y Sony Music Latin, desde su salida se convirtió en uno de los álbumes de la escena urbana más populares del año gracias a la alta recepción que recibieron sus sencillos «Todo de ti» y «2/Catorce» antes de la salida y otros como «Desesperados» ayudó a la estabilidad de este después de su lanzamiento en las listas gracias a la alta recepción que obtuvo en listas como las de España y Argentina entre otros.
En los servicios de streaming, el álbum consiguió debutar en el quinto puesto de los álbumes más escuchados del mundo en Spotify, siendo hasta la fecha el debut más alto del cantante. Sin embargo el álbum no conseguiría su mejor posición hasta la siguiente semana subiendo un escaño en la semana del 8 de julio de 2021.
Su éxito internacional en streaming se reflejó gracias a países como Argentina, Colombia, Chile, Ecuador, España, México, Panamá, Perú y República Dominicana, territorios en los que el álbum debutaría en el número uno y se mantendrían semanas en el pico. Mientras que en países como Estados Unidos el álbum debutaría en el puesto 15, convirtiendo a Vice Versa en uno de los álbumes del año 2021 y el top álbum debut en español del año.
Vice Versa se convirtió en el debut más alto del cantante hasta la fecha en el Billboard 200 de Estados Unidos, debutando en el puesto 17 de la lista de álbumes estadounidense además de ser el disco del cantante que más tiempo ha permanecido en dicha lista con 47 en el top 200. El álbum fue certificado con 8 X Platino (Latino) en el país por haber vendido una equivalencia a 480.000 copias en dicho territorio.

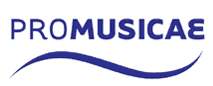
Vice Versa se convirtió en el primer álbum de Rauw Alejandro en conseguir el número uno en la lista de Promusicae Top 100 Álbumes, en donde permaneció un total de siete semanas en el puesto.

En las listas generales el álbum consiguió debutar en el pico de la lista de Promusicae Top 100 Álbumes en la semana del 1 de julio de 2021, convirtiéndose en el primer debut en dicho puesto del artista y en su primer proyecto que encabeza la lista de álbumes de España. En ese periodo de once semanas el disco fue certificado 'Oro' por Promusicae por haber vendido lo equivalente a 20.000 copias en el territorio español, aunque más tarde fue certificado 'platino' por haber vendido 40.000.
También es el disco del cantante que más tiempo permanece en el top 10 de la lista de álbumes del territorio con 47.
Además de permanecer en el número uno de dicha lista siete semanas no consecutivas en las que simultáneamente fue interrumpido del pico por discos como La Niña de Lola Índigo, ¿A Dónde Vamos? de Morat y Happier Than Ever de Billie Eilish, sin el embargo el disco siempre volvía al pico en la semana siguiente hasta que permaneció cinco semanas seguidas para finalmente ser desbancado por Senjutsu de la banda Iron Maiden.
En otros países como Italia, Vice Versa se convirtió en el primer disco del cantante en enlistar, debutando en la posición número 59 y permaneciendo un total de 16 semanas en la lista.
El álbum ha vendido 375 000 unidades siendo el quinto álbum más vendido de 2022 según Billboard.

### Crítica
Vice Versa es hasta la fecha el disco de Rauw Alejandro que más críticas ha recibido, recibiendo también mayores críticas generalizadas que en Afrodisíaco (2020).
En el sitio web de críticas Allmusic, Vice Versa recibió una puntuación general de tres con cinco estrellas sobre cinco de un total de cinco críticas hechas por el público.
El crítico Matthew Ismael Ruiz de la revista musical Pitchfork escribió que el álbum es «experimentación pop extrema con trepidación», añadiendo que «Alejandro quiere expandir su abanico hacia una exitosa estrella de la música en el panorama, pero parece ser que ese cambio va a ser lento de ocurrir, asegurándose jugar seguro con ritmos y sonidos».
Lucas Villa de Rolling Stone le dio al álbum cuatro de cinco estrellas, nombrándolo como «un gran álbum que siempre parece que no va a ninguna dirección», además de destacar «Desenfocao'», «Cuándo fue» y «Todo de ti» como las «remarcables» del proyecto discográfico».

## Lista de canciones
| Vice Versa |                                                  |                                                                |          |  |
| N.º        | Título                                           | Productor(es)                                                  | Duración |  |
| 1.         | «Todo de ti»                                     | Mr. Naisgai Raúl Ocasio «el Zorro»                             | 3:19     |  |
| 2.         | «Sexo virtual»                                   | Tainy Albert Hype                                              | 3:28     |  |
| 3.         | «Nubes»                                          | Caleb Calloway                                                 | 2:58     |  |
| 4.         | «Desesperados» (junto a Chencho Corleone)        | El Zorro Dulce como Candy Dímelo Ninow Mr. Naisgai             | 3:44     |  |
| 5.         | «2/Catorce» (junto a Mr. Naisgai)                | Mr. Naisgai                                                    | 3:25     |  |
| 6.         | «Aquel Nap ZzZz»                                 | Mr. Naisgai Ismael Ortiz "Orteez" Alvarito El Zorro            | 4:55     |  |
| 7.         | «Cúrame»                                         | Kenobi Charlie Handsome                                        | 2:44     |  |
| 8.         | «Cosa guapa»                                     | Eydren con el Ritmo Mr. Naisgai El Zorro Kenobi Caleb Calloway | 4:15     |  |
| 9.         | «Desenfocao'»                                    | Tainy Manu Lara                                                | 2:50     |  |
| 10.        | «¿Cuándo fue?» (junto a Tainy)                   | Tainy                                                          | 2:48     |  |
| 11.        | «La Old Skul»                                    | Caleb Calloway El Zorro                                        | 3:34     |  |
| 12.        | «¿Y eso?»                                        | Tainy                                                          | 3:20     |  |
| 13.        | «Tengo un pal» (junto a Lyanno y Caleb Calloway) | Caleb Calloway Phantom                                         | 3:15     |  |
| 14.        | «Brazilera» (junto a Anitta)                     | Caleb Calloway El Zorro                                        | 3:04     |  |

## Posicionamiento en listas
| País           | Lista                      | MP      | Ref.    |
| América        | América                    | América | América |
| -------------- | -------------------------- | ------- | ------- |
| Estados Unidos | Billboard 200 Albums       | 17      | [ 26 ]  |
| Europa         |                            |         |         |
| España         | Promusicae Top 100 Álbumes | 1       | [ 27 ]  |
| Italia         | FIMI                       | 59      | [ 28 ]  |

## Certificaciones
| País           | Lista      | Certificación      | Equivalencias | Ref.   |
| -------------- | ---------- | ------------------ | ------------- | ------ |
| Estados Unidos | RIAA       | 8x Platino (Latin) | 480.000       | [ 16 ] |
| Chile          | Promusicae |                    | 400.000       | [ 4 ]  |
| México         | AMPROFON   |                    | 140.000       | [ 29 ] |